# Комедія звичаїв
Звичаєва комедія, комедія характерів — вид комедії, що зображує витончені та круті́йські норми поведінки, притаманні модним колам суспільства, де зовнішній вигляд важливіший від чесного морального характеру. Її сюжет, як правило, розвивається навколо інтриг хтивості й пожадливості, корисливого цинізму персонажів, замаскованого пристойним виглядом. На відміну від сатири, звичаєва комедія, як правило, винагороджує своїх хитрих та недобросовісних персонажів, а не карає їх за аморальність. Її гумор головним чином залежить від витонченого словесного дотепу й репертуару. У Англії комедія характерів була виплекана як домінуюча форма комедії реставрації в роботах Етеріджа, Вільяма Вічерлі (зокрема «Сільська жінка» 1675) і Вільяма Конґріва. Її відродили у м'якшій формі у 1770-х роках Ґолдсміт і Шерідан, а пізніше Оскар Вайльд. Сучасними прикладами комедії характерів є «План на життя» Ноела Коварда (1932) та «Здобич» Джо Ортона (1965).